# Eutenia (banda)
Eutenia es una banda brasileña de heavy metal formada en 2012 en São Paulo . El grupo actualmente está compuesto por André Gama como vocalista, Diego Inhof y Giu Finazzo como guitarristas, João "Paquito" Baroni en el bajo y César Pintaúde en la batería.

## Carrera

### Formación yChymia I(2012-2015)
En un principio, el grupo se habría formado en el 2012 simplemente como una banda de covers de Avenged Sevenfold y Bullet For My Valentine, estando conformada por Bruno Ricardi, Renan Vieira y Diego Inhof. Sus influencias son diversas, como Asking Alexandria, System of a Down, Iron Maiden, etc. El primer álbum EP de la banda, Chymia I, fue lanzado el mismo año.
El 30 de mayo de 2014 realizaron un show en Suzano, junto a la banda Glória.

### Chymia II, Rock na Praça y SP Rock Show (2016-2018)
En 2016, lanzaron el vídeo musical de "They Wanna Watch Me Fall", grabado en la estación de tren de Sorocaba . Fue producida por Marcello Pompeu, Heros Trench y con fotografía de Wesley Carlos. El álbum EP Chymia II fue lanzado en junio con 6 temas y producción también de Marcello Pompeu y Heros Trench.
Eutenia participó en la edición 4.9 del festival Rock na Praça, al frente de la Galería del Rock junto a otras bandas como Válvera, etc. en 2017.  La banda participó en el SP Rock Show en 2018 en Vale do Anhangabaú, que también contó con la presencia de la banda Sepultura.

### Salida de Drio y "Cego" (2019-2022)
En 2019, el vocalista André "Drio" Navacinsk dejó repentinamente la banda. Bill Sandre tuvo un breve paso como vocalista de la banda en el single "Cego", lanzado ese mismo año. Posteriormente, Chris Wiensen y el fundador Bruno Ricardi abandonan también la banda.

### Pandora (2023-presente)
A finales de 2023 Eutenia anunció su nueva formación, con André Gama como vocalista, Giu Finazzo como guitarrista y João "Paquito" Baroni como bajista. Poco después anunciaron el video musical de “Carbonizar” y su primer show luego de cinco años, el cual tuvo lugar el 17 de febrero de 2024 en Jai Club.
En 2024 lanzaron el vídeo musical de "Indestructível" coronando la nueva formación con un nuevo álbum "Pandora", producido por Filipe Stress, que anteriormente había producido los singles "Meu Fim" y "Cego".

## Miembros
- André Gama - voz
- Diego Inhof – guitarra, piano
- Giu Finazzo – guitarra
- João "Paquito" Baroni – bajo
- César Pintaúde – batería

### Miembros anteriores
- André "Drio" Navacinsk
- André Perucci
- Renán Vieira
- Armando Rocha
- Yuri Alejandro
- Bill Sandré
- bruno ricardi
- Chris Wiensen

## Discografía

### Álbumes
Álbumes de estudio
- Pandora (2024)

EPs
- Chymia I (2012)
- Chymia II (2016)

Singles
- Espelho (2017)
- Meu fim (2018)
- Cego (2019)
- Carbonizar (2023)
- Indestrutível (2024)